# Wilmington (New York)
Pour les articles homonymes, voir Wilmington.
Wilmington est une municipalité (town) américaine de l'État de New York, située dans le comté d'Essex.

## Géographie
La municipalité s'étend sur 169,57 km2 dans les Adirondacks dont le point culminant, la Whiteface, est situé sur son territoire. Elle est arrosée par l'Au Sable.
| Franklin   | Black Brook |     |
| St. Armand | Wilmington  | Jay |
| North Elba | Keene       |     |

## Démographie
| Groupe            | Wilmington | New York | États-Unis |
| ----------------- | ---------- | -------- | ---------- |
| Blancs            | 98,1       | 66,8     | 72,4       |
| Asiatiques        | 0,7        | 7,3      | 4,8        |
| Métis             | 0,7        | 3,0      | 2,9        |
| Afro-Américains   | 0,4        | 15,9     | 12,6       |
| Autres            | 0,1        | 8,1      | 7,3        |
| Total             | 100        | 100      | 100        |
|                   |            |          |            |
| Latino-Américains | 1,1        | 17,6     | 16,7       |

Selon l'American Community Survey, pour la période 2011-2015, 97,04 % de la population âgée de plus de 5 ans déclare parler anglais à la maison, alors que 1,56 % déclare parler le portugais, 0,93 % l'italien et 0,47 % l'espagnol.

## Politique et administration
La ville est administrée par un superviseur et un conseil municipal de quatre membres élus pour deux ans.